# Binnenhaven (Werkendam)

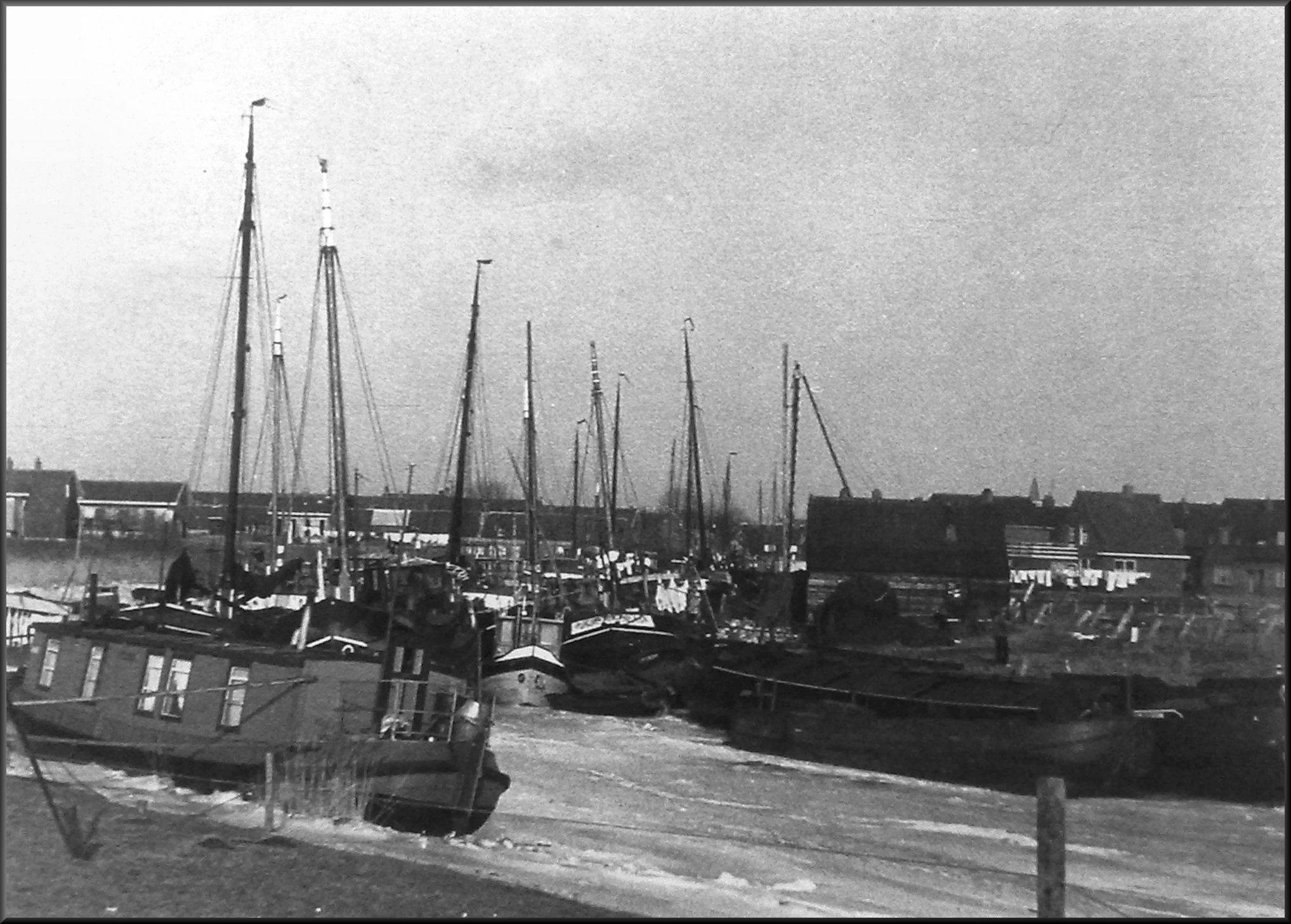
Binnenhaven te Werkendam

De Binnenhaven is een gedempte haven in het centrum van Werkendam.

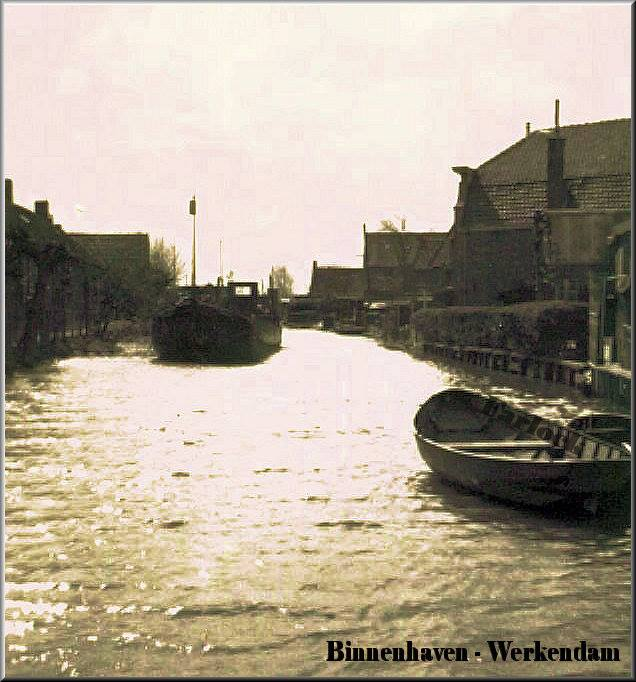
De nu gedempte binnenhaven in Werkendam

Deze haven strekte zich uit over een flink gedeelte van het huidige centrum: onder andere de straten Havenstraat, Plein en Gedempte Haven waren oorspronkelijk onderdeel van, of gelegen aan, de Binnenhaven. De Binnenhaven stond in verbinding met een groot aantal sloten en waterwegen. Ook deze zijn vrijwel allemaal gedempt.
Vanaf 1739 werd de verbinding met de Merwede gevormd door een sluis in de Sasdijk. Nadat deze te klein geworden was, is in 1859 een nieuwe sluis in gebruik genomen (vlak bij de huidige Dokvijver). Aan de Biesboschzijde stond de binnenhaven in open verbinding met de Bakkerskil (Gat van 't Hooft) en, via een kanaaltje, eveneens met het Steurgat.
Nadat in 1948 buitendijks de Biesboschhaven werd aangelegd, verloor de Binnenhaven langzaam zijn belang. In de loop van de jaren vijftig werd het binnenhavengebied afgesloten en gedempt en de sluis gesloopt. De witte sluiswachterswoningen staan er echter nog steeds.